# Michel Wieviorka
Michel Wieviorka (ur. 23 sierpnia 1946 w Paryżu) – socjolog francuski.
Michel Wieviorka jest profesorem (directeur d'études) w École des hautes études en sciences sociales (EHESS) w Paryżu i dyrektorem Centre d'analyse et d'intervention sociologiques (związanym z EHESS/CNRS), założonego w 1981 przez Alaina Touraine.
Jego badania dotyczą pojęć takich jak konflikt, terroryzm, przemoc, rasizm, ruch społeczny oraz antysemityzm.

## Publikacje
- 1977: L'État, le patronat et les consommateurs. Paris: PUF.
- 1978: Justice et consommation. Paris, La Documentation française.
- 1978 (& Bruno Théret): Critique de la théorie du capitalisme monopoliste d'Etat. Paris: Maspéro.
- 1978 (& Alain Touraine, François Dubet, Zsuzsa Hegedus): Lutte étudiante. Paris: Seuil.
- 1978 (& Alain Touraine, François Dubet, Zsuzsa Hegedus): La prophétie antinucléaire. Paris: Seuil.
- 1981 (& Alain Touraine, François Dubet, Zsuzsa Hegedus): Le pays contre l'Etat. Paris: Seuil.
- 1982 (& Alain Touraine, François Dubet, Jan Strzelecki): Solidarité. Paris: Fayard.
  - po polsku (2010) : Solidarność. Analiza ruchu społecznego 1980-1981, Przełożył Andrzej Krasiński, Posłowie Paweł Kuczyński, Gdańsk: Europejskie Centrum Solidarności, 2010
- 1984: Les Juifs, la Pologne et Solidarność. Paris: Denoël. ISBN 2-7158-1534-4
- 1984: (& Alain Touraine, François Dubet): Le mouvement ouvrier. Paris: Fayard. 
(English translation The Working-Class Movement, Cambridge: Cambridge University Press, 1987)
- 1987 (& Dominique Wolton): Terrorisme à la une : Média, terrorisme et démocratie. Paris: Gallimard. ISBN 2-07-071135-8
- 1988: Sociétés et terrorisme. Paris: Fayard. ISBN 2-213-02206-2
- 1989 (& Sylvaine Trinh): Le modèle EDF. Essai de sociologie des organisations. Paris: La Découverte. ISBN 2-7071-1867-2
- 1991: L'espace du racisme. Paris: Seuil. ISBN 2-02-012567-6
- 1992 (& Philippe Bataille, Daniel Jacquin, Danilo Martuccelli, Angelina Peralva, Paul Zawadzki): La France raciste. Paris: Seuil ISBN 2-02-019603-4
- Michel Wieviorka, La Démocratie à l'épreuve : Nationalisme, populisme, ethnicité, Paris: La Découverte, 1993, ISBN 2-7071-2271-8, OCLC 300930241. Brak numerów stron w książce
- 1993 (ed.): Racisme et modernité. Paris: La Découverte. ISBN 2-7071-2190-8
- 1994 (& Philippe Bataille, Kristin Couper, Danilo Martuccelli, Angelina Peralva): Racisme et xénophobie en Europe. Une comparaison internationale. Paris: La Découverte. ISBN 2-7071-2343-9
- 1995: Face au terrorisme. Paris: Liana Levi. ISBN 2-86746-136-7
- Michel Wieviorka, Le Racisme : une introduction, Paris: La Découverte, 1998, ISBN 2-7071-2866-X, OCLC 39931707. Brak numerów stron w książce
- 1996 (& Alain Touraine, François Dubet, Farhad Khosrokhavar, Didier Lapeyronnie): Le grand refus. Paris: Fayard.
- 1996 (& François Dubet, Françoise Gaspard, Farhad Khosrokhavar, Didier Lapyeronnie, Yvon Le Bot, Danilo Martuccelli, Simonetta Tabboni, Alain Touraine, Sylvaine Trinh): Une société fragmentée? Le multiculturalisme en débat. Paris: La Découverte. ISBN 2-7071-2597-0
- 1997: Commenter la France. La Tour d'Aigues: l'Aube. ISBN 2-87678-320-7
- 1998 (& Serge Moscovici, Nicole Notat, Pierre Pachet, Michelle Perrot): Raison et conviction. L'engagement. Paris: Textuel. ISBN 2-909317-52-8
- 1998: Le racisme : une introduction. Paris: La Découverte.
- 1998 (& Alexis Berelowitch): Les Russes d'en bas. Enquête sur la Russie post-communiste. Paris: Seuil. ISBN 2-02-026182-0
- 1999 (& Philippe Bataille, Karine Clément, Olivier Cousin, Farhad Khosrokhavar, Séverine Labat, Éric Macé, Paola Rebughini, Nikola Tietze): Violence en France. Paris: Seuil.
- 2001: La différence : Identités culturelles : enjeux, débats et politiques. Paris: Balland.
- 2001 (& Jocelyne Ohana): La différence culturelle. Une reformulation des débats. Paris: Balland.
- 2003 (ed.): L'avenir de l'islam en France et en Europe. (Les Entretiens d'Auxerre). Paris: Balland. ISBN 2-7158-1463-1
- 2003 (ed.): Un autre monde... Contestations, dérives et surprises de l'antimondialisation. Paris: Balland
- 2004: La violence. Paris: Balland. ISBN 2-01-279227-8
- 2004 (ed.): L'Empire américain? (Les Entretiens d'Auxerre). Paris: Balland. ISBN 2-7158-1512-3
- 2005: La différence : Identités culturelles : enjeux, débats et politiques. La Tour-d'Aigues: L'Aube. ISBN 2-7526-0067-4
- 2005 (& Philippe Bataille, Clarisse Buono, Sébastien Delsalle, Damien Guillaume, Farhad Khosrokhavar, Emmanuel Kreis, Jocelyne Ohana, Alexandra Poli, Svetlana Tabatchnikova, Simonetta Tabboni, Nikola Tietze, Fiammeta Venner): La tentation antisémite. Haine des juifs dans la France d'aujourd'hui. Paris: Robert Laffont. ISBN 2-01-279301-0
- 2005: L'antisémitisme. Paris: Balland. ISBN 2-7158-1534-4
- 2005 (ed. with Jean Bauberot): De la séparation des Églises et de l'État à l'avenir de la laïcité (Les entretiens d'Auxerre). La Tour d'Aigues: l'Aube. ISBN 2-7526-0152-2
- 2006 (& Julien Ténédos): Sociologue sous tension. Entretien avec Julien Ténédos, 2 volumes, Génève: Aux lieux d'être. ISBN 2-916063-07-2 / ISBN 2-916063-10-2
- 2009 Neuf leçons de sociologie, Paris: Robert Laffont. ISBN 978-2-221-11081-2
  - po polsku (2011) : Dziewięć wykładów z socjologii, Wprowadzenia: Robert Pyka i Jacek Wódz, Bohdan Jałowiecki, Michel Wieviorka, Przełożyła: Agnieszka Trąbka, Kraków: Nomos, 2011 ISBN 978-83-7688-066-2
- 2022 Demokracja jako sztuka walki. Warszawa, Wydawnictwo Nieoczywiste. ISBN 978-83-66402-72-0